# Le Donjon
Le Donjon är en kommun i departementet Allier i regionen Auvergne-Rhône-Alpes i de centrala delarna av Frankrike. Kommunen ligger  i kantonen Le Donjon som ligger i arrondissementet Vichy. År 2022 hade Le Donjon 1 011 invånare.

## Befolkningsutveckling
Antalet invånare i kommunen Le Donjon
Referens: INSEE